# 呉市倉橋地区生活バス

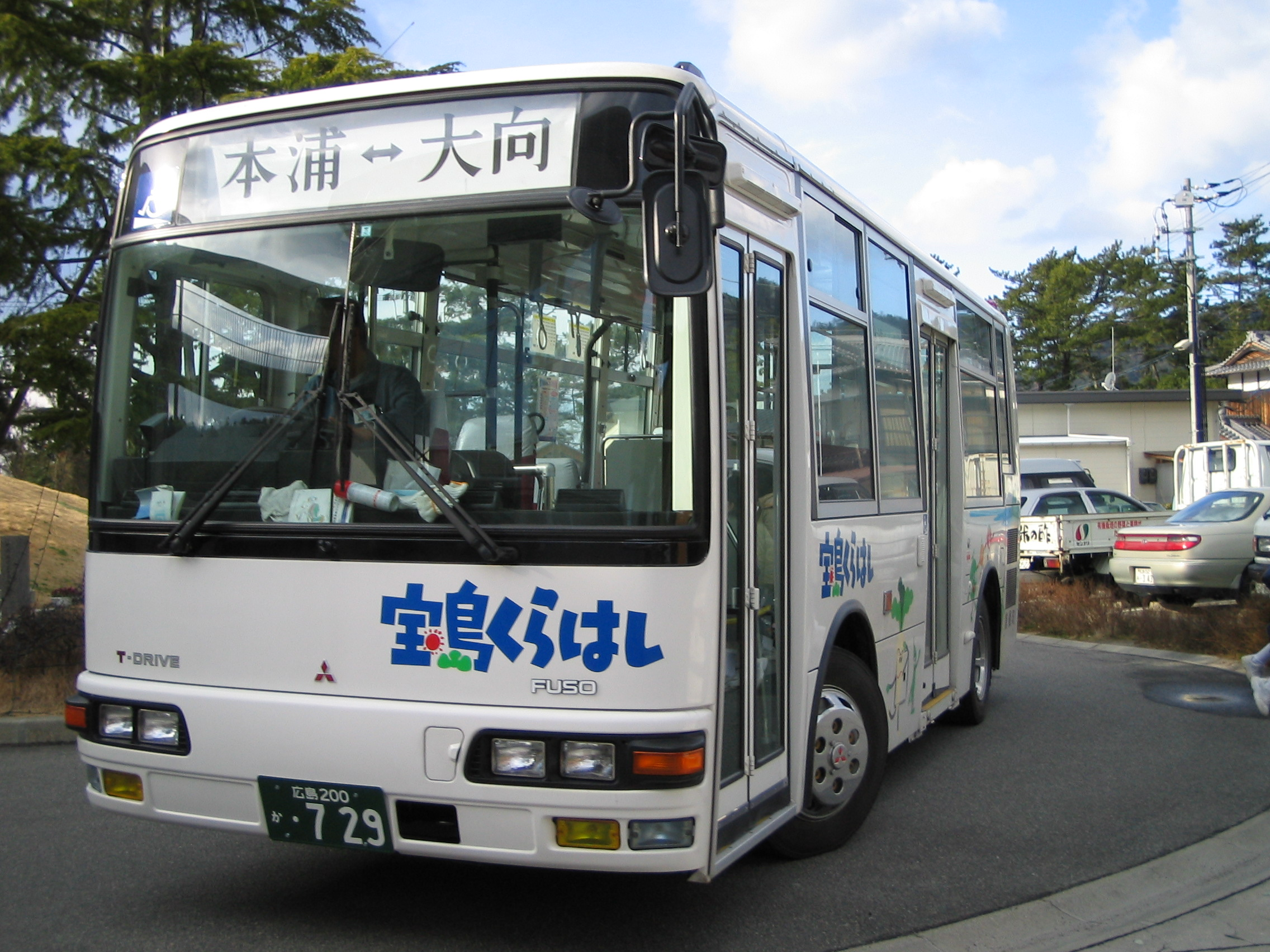
本浦 - 大向線（当時）の車両（2005年）
倉橋交通の車両

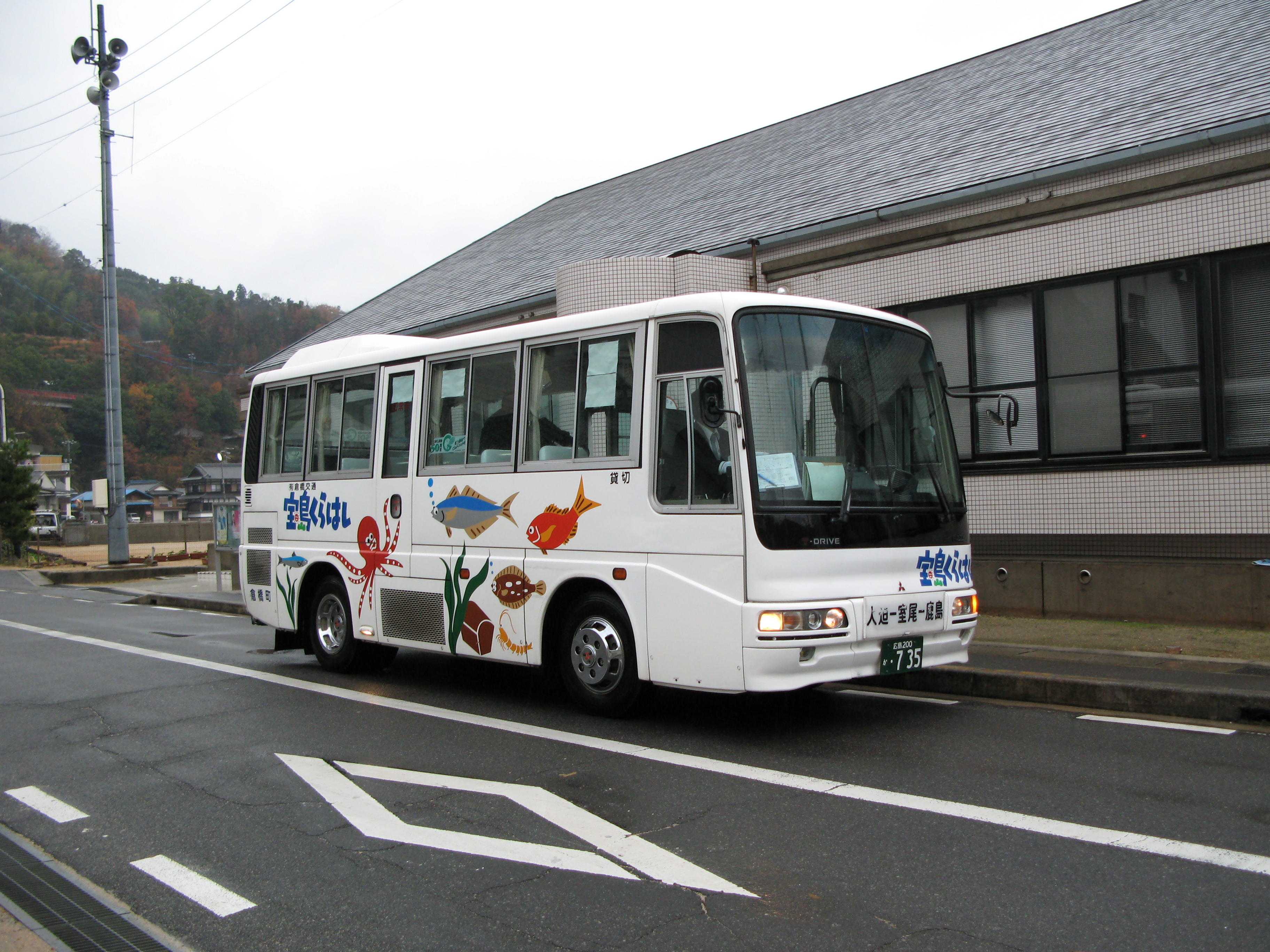
室尾 - 鹿島（宮ノ口）線（当時）の車両（2007年）
倉橋交通の車両

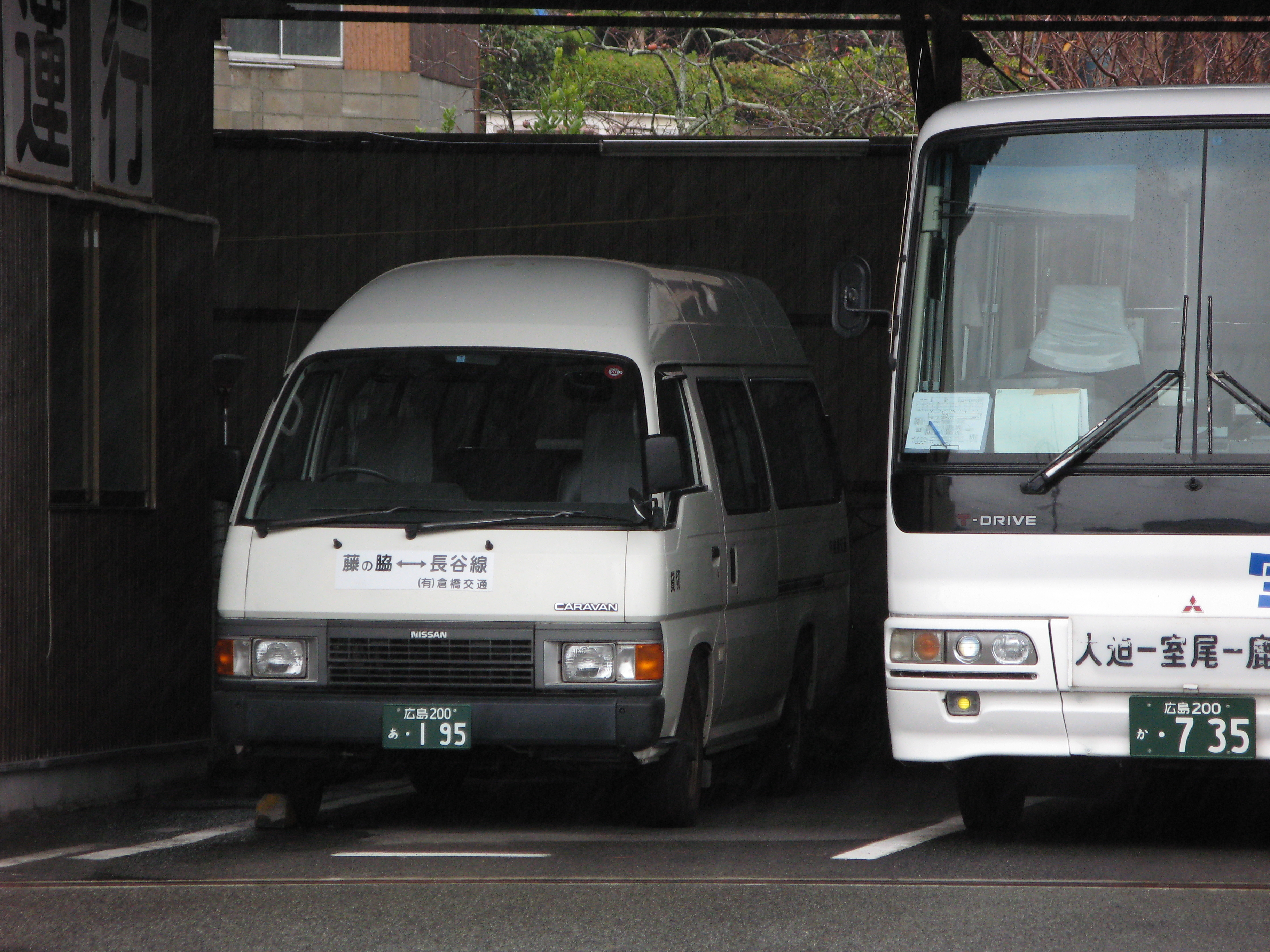
藤の脇 - 長谷線（当時）の車両（2007年）
倉橋交通の車両

呉市倉橋地区生活バス（くれしくらはしちくせいかつバス）は、広島県呉市のコミュニティバス「呉市生活バス」のうち、旧倉橋町域で運行する路線である。呉市では単に「倉橋地区生活バス」と称している。

## 概要
呉市ではコミュニティバスを「生活バス」と呼称し、合併した旧市町村営バスも引き継いで「呉市生活バス」として、地区ごとに19路線（2023年9月現在）を運行している。
そのうち倉橋島内の旧倉橋町域を運行する「倉橋地区生活バス」は、呉市倉橋町に本社を置くタクシー事業者の倉橋交通へ運行を委託している（貸切バス事業による運行）。
これは合併前に倉橋町が自治体バス（80条バス）として運行していた倉橋町営バスを引き継ぎ、呉市が運行する「呉市倉橋地区生活バス」として再編したものである。呉市交通局や広電バスの廃止代替バスでもある。
運賃は各路線とも、対キロ制多区間運賃制を採用している。

## 沿革
2010年10月1日までは、
- 桂浜温泉館 - 大向
- 室尾 - 宮ノ口・大迫
- 藤の脇 - 長谷

のみの運行であった。
2010年10月1日より、呉市営バス室尾 - 鹿老渡、宇和木新開 - 重生間の廃止、桂浜温泉館 - 室尾間の減便に伴い、呉市倉橋地区生活バスを桂浜温泉館 - 室尾間及び藤の脇 - 重生 - 大向間へ延長した。
2014年10月1日より、広電バス桂浜温泉館 - 室尾間廃止に伴い、呉市倉橋地区生活バスを桂浜温泉館 - 室尾間で増便した。また同時に、重生・宇和木・藤の脇・長谷線を除いてPASPYを導入した。これに伴い、従来の専用回数券と紙式定期券は重生・宇和木・藤の脇・長谷線専用となった。

## 路線
2017年3月4日改正時点での路線は以下の通り。（）内は経由しない便あり。
桂浜温泉館・大向・重生線
- 桂浜温泉館 - 本浦 - 倉橋本浦 - 須川宮前 - 大向（ - 重生）

倉橋本浦・桂浜温泉館・室尾・鹿島線
- （倉橋本浦 - 本浦 - ）桂浜温泉館 - 笹子島ビーチ前 - 倉橋東小学校 - 室尾 - 鹿老渡 - 鹿島小学校 - 宮ノ口

倉橋本浦・桂浜温泉館・室尾・大迫線
- （倉橋本浦 - 本浦 - ）桂浜温泉館 - 笹子島ビーチ前 - 倉橋東小学校 - 室尾 - 倉橋東小学校 - 倉橋東中学校 - 大迫

重生・宇和木・藤の脇・長谷線
- 長谷 - 先奥 - 藤の脇 - 宇和木新開 - 宇和木 - 宇和木新開 - 瀬戸内台入口 - 重生
  - ほとんどの便が宇和木 - 重生、宇和木 - 長谷間の区間便。宇和木 - 長谷間は朝の1便を除き倉橋交通まで事前予約要（午前便は前日18時まで、午後便は10時まで）。
  - この路線のみPASPYが使用できないため、専用回数券・紙定期券を継続販売している。

## 車両
倉橋交通が保有するバス車両を使用している。